# Ryobi
Ryobi Limited (リョービ株式会社 Ryobi Kabushiki-kaisha) er en japansk virksomhed, der fremstiller elektroniske komponenter til biler, elektronik og telekommunikationsindustrien. Den sælger også printerudstyr, powertools og byggehardware. Det er en del af Techtronic Industries sammen med Milwaukee, AEG (AEG Powertools, licens fra Electrolux), Homelite, Hoover US, Dirt Devil og Vax.

## Eksterne henvisniner
- Wikimedia Commons har flere filer relateret til Ryobi